# Otti Pegel

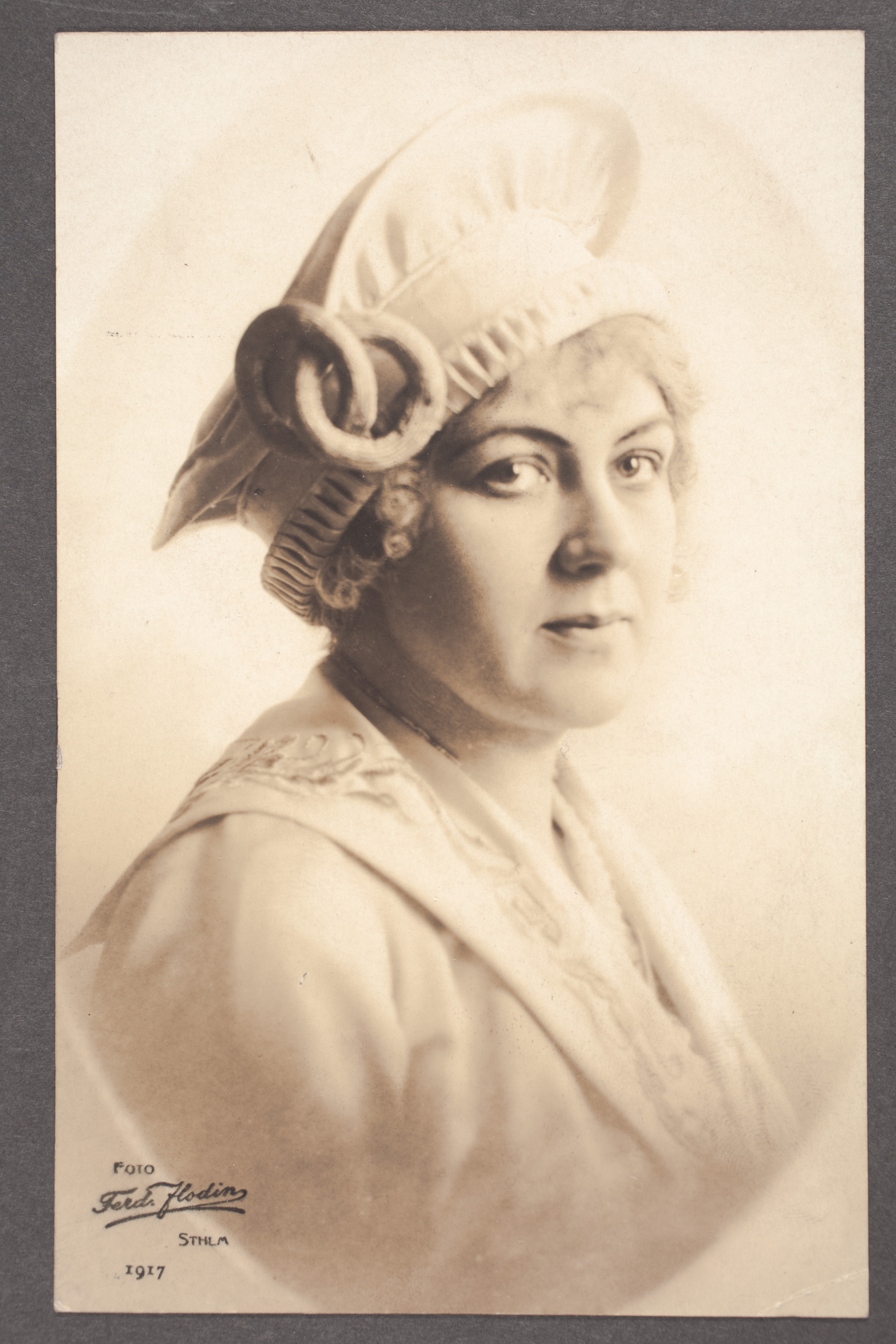
Otti Pegel 1917

Ottilia "Otti" Margareta Pegel, född 23 september 1882 i Salems socken, död 5 augusti 1968 i Stockholm, var en svensk operasångerska.
Otti Pegel var dotter till organisten Carl August Andersson. Efter skolstudier i Uppsala var Pegel elev vid Musikkonservatoriet och operaskolan 1902–1906 och utbildades vidare av Matilda Jungstedt och Gillis Bratt samt av Ida Brag i Berlin. Hon debuterade på Kungliga Teatern i Stockholm 1911 som Michaëla i Carmen och Nedda i Pajazzo och framträdde i ytterligare några partier på samma scen 1913–1914. 1916–1921 var Pegel engagerad vid Oscarsteatern, där hon framträdde som Sylva Varescu i Csardasfurstinnan, Kejsarinnan i Maria Theresia, Rosalinda i Läderlappen och Lolly i Rubber. Hon gästuppträdde på olika scener i Sverige, Norge och Finland samt framträdde även som konsert- och oratoriesångerska. Från 1925 arbetade hon som sångpedagog i Stockholm. Hon var från 1907 gift med musikdirektören Georg Pegel.